# Pikku-Pannijärvi
Pikku-Pannijärvi är en sjö i Överkalix kommun i Norrbotten och ingår i Kalixälvens huvudavrinningsområde. Sjön har en area på 0,0539 kvadratkilometer och ligger 204 meter över havet.

## Delavrinningsområde
Pikku-Pannijärvi ingår i det delavrinningsområde (741362-178288) som SMHI kallar för Mynnar i Övre Lansjärv. Medelhöjden är 160 meter över havet och ytan är 76,61 kvadratkilometer. Räknas de 9 avrinningsområdena uppströms in blir den ackumulerade arean 166,7 kvadratkilometer. Nitsån som avvattnar avrinningsområdet har biflödesordning 4, vilket innebär att vattnet flödar genom totalt 4 vattendrag innan det når havet efter 126 kilometer. Avrinningsområdet består mestadels av skog (81 procent). Avrinningsområdet har 0,61 kvadratkilometer vattenytor vilket ger det en sjöprocent på 0,8 procent.